# لورنس ستيفنز
لورنس ستيفنز (بالإنجليزية: Lawrence Stevens) (25 فبراير 1913 – 17 أغسطس 1989) هو ملاكم جنوب أفريقي راحل، مثّل بلاده في الألعاب الأولمبية الصيفية 1932.

## روابط خارجية
لورنس ستيفنز على موقع بوكس ريك (الإنجليزية) (registration required)
- لورنس ستيفنز على موقع أوليمبيديا (الإنجليزية)